# 林光 (1922年)
林光（1922年4月—2014年1月22日），原名殷桂林，河北昌黎人，中国人民大学教授、研究生导师，清华大学1949级校友。

## 生平
林光，原名殷桂林，1922年4月出生于河北昌黎县（现为卢龙县）殷庄，他高小毕业时成绩优异，父亲却不允其继续读书而送其学徒，五年后父亲病逝再度入学，连跳两级，终考入清华大学经济系。毕业前夕投奔中共“解放区”。
中共建政后，他在北京财税部门从事财政、经济工作三十余年，多次下乡下场蹲点，做了大量调研，并在此基础上修订了北京的税制。文革期间，尽管他被专政，但他坚持实事求是不说假话，他写的材料使许多受诬陷的同事得以清白。文革后，他在中国人民大学从事科研、教学工作。发表专著19部，论文238篇，共计500多万字。
为适应中国大陆改革开放的需要，他曾提出对国家财税部门原有折旧制度进行改革，推行快速折旧法，是中国大陆快速折旧领域当之无愧的积极倡导者和学术带头人。他的观点曾引起过全国性的学术论战。经历27年后，快速折旧法最终以国家立法的形式造福于社会。他也帮助企业进行股份制改革。为帮助国家、地区和企业的技术引进工作，在国内首次提出技术引进贷款规模的计量模型。林光曾任中日合资公司（在东京）中方经理。兼任南京航天管理学院和青岛大学教授、金杯汽车公司顾问以及外向型经济丛书编委等职。 
2014年1月22日，在北京家中逝世。

## 评价
1988年，被载入中国高等教育出版社出版的《中国普通高等学校教授人名录》（第307页）。
曾当选1995/1996国际知识分子名人，并被载入英国剑桥国际传记中心出版的《国际知识分子名人录》（1995/96第11版288页）及《世界名人录》（1996年第24版197页）。
1999年，被载入中国国际交流出版社、世界人物出版社出版、在香港发行的《世界名人录（中国卷）》（第506页）。 林光同志发表的主要著作有《经济效益的优化技术》、《外向型企业经营战略》等。主要的论文有《论现代化建设与技术开发战略》、《Studies concerning Amount of Foreign Debts and Policies for Technical Import》等。